# 로만 바스

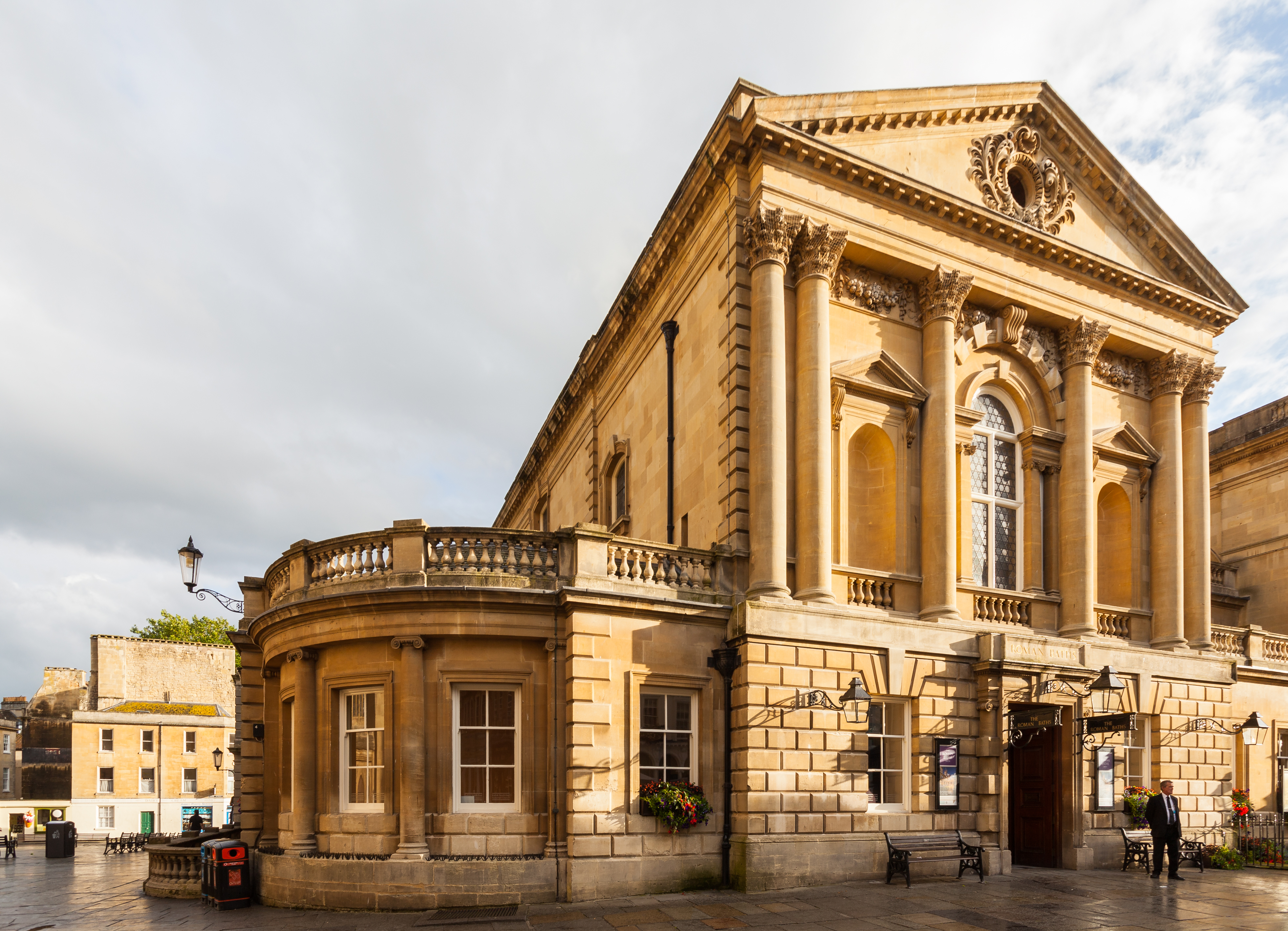
로만 바스 입구

로만 바스(영어: Roman Baths)는 잉글랜드 서머싯주 바스에 있는 유적지로, 잘 보존된 고대 로마의 공중 목욕탕 유적이다.
로만 바스는 4가지 주요 구성 요소인 성스러운 분수, 로마 신전, 목욕탕, 로만 바스에서의 출토품을 전시한 박물관으로 이루어져 있다. 또한 지하실 위의 건물은 19세기에 지어진 것이다.
로만 바스는 바스에서 주요 관광지로, 연간 백만 명이 방문한다.